# S-KEN
S-KEN（エスケン、1947年1月17日 - ）は、日本の音楽プロデューサー、歌手、作家、レーベル＆サウンドプロデューサー、イベントプロデューサー、DJ。
東京都大田区大森生まれ。本名 田中 唯士（たなか ただし）ワールドアパート取締役会長。
71年、作曲者としてポーランド音楽祭に参加。世界放浪後、音楽雑誌の編集者として75年ヤマハ音楽振興会の海外特派員として渡米。
ニューヨークに滞在中、CBGBなどのニューヨークパンクロックシーンに刺激を受けて東京に帰国後、伝説のパンクムーブメント『東京ロッカーズ』を牽引。
アーティストとしてはデビュー·アルバム『魔都』(81年)、セカンドアルバム『ギャングバスターズ』 (83年)を経て、パンク、ファンク、ブガルー、レゲエなどをハイブリッドさせた自身のバンドs-ken & hot bombomsを結成、80年代のクラブシーンを代表するエポックなイベント『Tokyo Soy Source』に参加しつつ4枚のアルバムを発表。同時期、『異人都市 TOKYO』、『PINHEAD』 などの作家・編集者として、『カメレオンナイト』『ニポニーズナイト』などイベントプロデューサーとしても活動、東京のクラブシーンの創成期を活性化してきた。
91年以降は音楽プロデューサーに専念、「JAZZ HIP JAP(UK クラブチャートイン )」、東京ラテン宣言、クラムボン、SUPER BUTTER DOGから現在にいたるまで、プロデュース作品は109タイトルに及ぶ。
2017年、27年ぶりにアーティスト活動を復活、ソロアルバム『Tequila the Ripper』をリリース。レコーディングには細野晴臣 、トータス松本、東京スカパラダイスホーンズ、竹中直人など旧友から新世代まで34人ものミュージシャンが参加。ビルボードライブ東京を皮切りに s-ken & hot bombomsのライヴも復活。2022年にはs-ken & hot bomboms名義のニューアルバム『P.O. BOX 496』をリリース。2023年には森雅樹(EGO-WRAPPIN'）らが参加した新ユニット、s-ken & far east sessionsでのライヴ活動をスタートさせている。
また、2018年、自叙伝『S-KEN 回想録 1971-1991 都市から都市、そしてまたアクロバット』( 河出書房新社 ) を出版。同時に海外特派員時代の自ら撮ったパティースミスやラモーンズなどニューヨークパンク・ロックシーンを網羅した写真展「1977NYC EXPLOSION」も東京、大阪、京都にて開催。2023年には写真家・上出優之利による7年間、18000ショットものストリート・ポートレイトから厳選された写真集、『S-KEN Punk Old Dicks』（SUPER LABO）が出版されている。

## 来歴
1971年、アイ・ジョージが元日にリリースした『自由通りの午後』の作曲を担当（同曲はポーランド音楽祭の日本代表に選抜され、同年の『第22回NHK紅白歌合戦』に出場したアイは同曲を歌唱）。
同年、作曲家の佐藤健らと『ピースシティー』を結成。CBS・ソニーからバンドアレンジの「自由通りの午後」などシングルを2枚リリース。
1972年、ヤマハの音楽誌『ライトミュージック』の編集者やコーディネーターで活動の他、作曲活動も続ける。細野晴臣の2ndアルバム『トロピカル・ダンディー』に制作協力。
1975年、財団法人ヤマハ音楽振興会の特派員として渡米。ロサンゼルスやニューヨークから『ライトミュージック』に寄稿、世界歌謡祭のコーディネーターなど多方面で活動。
1978年、ニューヨークより帰国後、ライター、フリー・エディターで活躍しつつ、バンド「S-KEN」を結成。フリクション、LIZARD、ミラーズ、ミスター・カイトらと「東京ロッカーズ」と題したライヴ・パフォーマンスを、S-KENスタジオ、新宿ロフトなどを中心に展開。日本の初のパンク&ニュー・ウェイヴムーブメントとして話題になる。
1979年、オムニバス・アルバム『東京ROCKERS』に3曲参加。
1981年、日本コロムビアより、S-KEN個人としてのデビュー・アルバム『魔都』、シングル『サクサク』を発表。
1983年、東京のストリート・ファッションを、三枚扉に封じ込めたムック『PINHEAD』（CBSソニー出版）を責任編集。2ndアルバム『ギャング・バスターズ』、シングル『恋のバガボンド』を発表。新宿ツバキハウスで初のクラブイベント「ニポニーズ・ナイト」を5回に渡りプロデュース。東京ブラボー、じゃがたら、PINK、竹中直人、中村ゆうじ、沼田元氣、戸川純などが参加。
同年、マルチクリエイターの手塚眞が制作した自主映画『SPh』に用心棒役で出演。
1985年、窪田晴男、ヤヒロトモヒロ、小田原豊らと「S-KEN & HOT BOMBOMS」を結成し、CBS・ソニーよりアルバム『JUNGLE・DA』（S-KEN名義）、シングル『感電キング』を発表。以後、佐野篤、矢代恒彦、多田暁、松永俊弥、今堀恒雄、スティーヴ エトウなどがメンバーとして参加。1990年にバンド活動を休止するまでアルバムを4枚リリースした。
1986年、じゃがたら、MUTE BEAT、トマトスなどと共に、多様なグルーヴとDJをコンビネーションしたクラブイベント「東京ソイソース」プロジェクトをスタート。インクスティック芝浦ファクトリーを拠点に展開。ゲストにいとうせいこう&タイニー・パンクス（藤原ヒロシ、高木完）、ラファエル・セバーグ、近田春夫、ランキン・タクシー、ECDなどが参加。
1987年、アルバム『パー・プー・ビー』を発表。
1988年、アルバム『千の眼』を発表。東京に暮らす外国人を活写した、ノンフィクションにして江戸時代にさかのぼる都市論、『異人都市TOKYO』刊行。
1989年、もうひとつのユニット「S-KEN & TRA TRA TRA」活動開始。窪田晴男、早川岳晴、清水一登、スティーヴ・エトウ、小田原豊などが参加。音楽、ダンス、コメディ、マジックなどミックスした初のクラブイベント「エスケンのカメレオンナイト」プロデュース開始。インクスティック六本木&芝浦ファクトリーなどを拠点にスタート。後に関西にも広がる。大阪では同名のラジオ番組もスタートする。
1990年、新生「S-KEN & HOT BOMBOMS」でアルバム『SEVEN ENEMIES』を発売。
1991年、後楽園ルナパークにて「エスケンのカメレオンナイト」のスペシャルイベント“東京ラテン宣言スペシャル'91”（6日間連続）をプロデュース。浜村美智子、渡辺マリ、オルケスタ・デ・ラ・ルス、フィッシュマンズ、PJバンド、ザ・スリル、桜川唯丸＆スピリチュアル・ユニティ、ネーネーズwith知名定男、DJにはラファエル・セバーグなどが参加。この野外イベントに参加した新人アーティストを中心にCD『東京ラテン宣言』（アポロン）を制作、この作品が初めてのCDプロデュースとなる。
1992年、アシッドジャズのコンピレーション・アルバム『JAZZ HIP JAP』プロデュース （NECアベニュー）。以後、翌年1993年にかけてvol2、ミニアルバムも数枚リリース。海外でもリリースが相次ぎ、イギリスの音楽誌『ミュージック・ウイクリー』のセールスチャートで6位となる。収録アーティスト DJタケムラ、EL-MALO、Monday満ちる、DJ KRUSH、DJ MATSUOKAなど。
1993年、日本コロムビアよりS-KENプロデュース“チャンス”レーベル発足、エスカレーターズ、BONNIE PINK（浅田香織名義）、DJ KRUSH、Little Big Bee、カブ、アモーレ・ヒロスケ＆ラブマシーン、河内家菊水丸、バキュームプロダクションなどをプロデュース。
1996年4月、自ら発掘した新世代のアーティストコンピレーション・アルバムプロジェクト『SOUP UP』を3年間にわたってプロデュース（東芝EMI）。『SOUP UP』『SOUP UP Vol2』『SOUP UP Vol3』の三部作に収録されたアーティストは、パレード、SUPER BUTTER DOG、マグースイム、Flim-Flam、ソウルレベル、リトル・ビッグビー、クラムボン、ラブライフ、smorgas、フリーボ、コーヒーカラー、DONNY FU。その後10アーティストがメジャー・デビューしている。ワーナーミュージック・ジャパンよりマージナルライン・レーベルを発足。パレード、クラムボン、SPANOVA、Flim-Flamをプロデュース。
1998年、日本クラウンよりLOW BLOWレーベル発足。カメラマンズ、アカカゲ、MONG HANG、DATESPEAKERなどをプロデュース。
1999年、ワールドアパート有限会社をCOOL DRIVEのマネージャーだった浅野勇一と共に設立。代表取締役兼プロデューサーとなる。
2000年、ワールドアパートにおいてPE'Z、中山うり、コーヒーカラー、ROCO、nitt、エイミアンナプルナ、アイララ、DONNY FUなどをプロデュース。
2007年、S-KEN & HOT BOMBOMS 『JUNGLE・DA』『パープービー』『千の眼』『セブン・エネミーズ』4枚同時再発決定。再発を記念してPE'Zとコラボレーション、S-KEN & PE'Z名義によるアルバム『HABANA 2 TOKYO』をiTunes Storeより配信限定リリース。この再発以降、不定期ではあるが、S-KEN & HOT BOMBOMのライヴ活動がオリジナルメンバー（S-KEN（Vo.）、窪田晴男（G.）、小田原豊（Dr.）、佐野篤（B.）、ヤヒロトモヒロ（Perc.）、多田暁（Tp.）、矢代恒彦（Key.））で復活している。
2008年、自転車を主人公にした初の児童小説『ジャバ』を（ソニー・マガジンズ）発表。
2012年、西麻布新世界にてロバート・ハリスと共にトークショー『Old Dicks Talk』 を二年にわたり開催。ゲスト:森本千絵、ケラリーノ・サンドロヴィッチ、戌井昭人、高橋靖子、いとうせいこうなど、全7回）。
2016年までにシンガーソングライターの久和田佳代、ドラマー山口美代子が率いるファンクバンドBimBamBoomのプロデュースを手がける（107作目）。3月に西麻布新世界にてs-ken&hotbombomsのオリジナルメンバーで復活ライブを開催。同時に25年ぶり7枚目の自身のアルバム制作をスタート。全12曲、プロデュース、ボーカル、作詞、作曲、ベーシック・アレンジを担当。
2017年3月22日、アルバム『Tequila the Ripper』発売。同年5月26日、ビルボードライブ東京にて、「テキーラ・ザ・リッパー」リリースパーティ開催。同年7月15日、フジテレビのドキュメンタリー番組『NONFIX』「70歳!伝説のパンクロッカーの叫び〜やりたいように俺はやる〜」が放送される。
2018年6月12日、初めての自伝『S-KEN回想録 都市から都市、そしてまたアクロバット: 1971-1991』（河出書房新社）を刊行。
2022年5月11日、s-ken & hot bombomsとして32年振りのアルバム『P.O. BOX 496』発売。同年7月20日、ビルボードライブ東京にて、アルバムのリリースライブ「P.O.BOX496 CONNECTION 2022」を開催。

## ディスコグラフィー

### ピースシティー
- 「シブー / 僕の愛した雲」（1971年）
- 「自由通りの午後 / バラの花をあなたに」（1972年、CBS・ソニー、SONA-86195）

### S-KEN

#### シングル
- 「サクサク / リビング・トリックス」（1981年）
- 「恋のバガボンド / 気分は殺し屋」（1983年）

#### アルバム
- 「魔都」（1981年）
- 「ギャング・バスターズ」（1983年）
- 「JUNGLE・DA」（1985年）
- 「Tequila the Ripper」（2017年）

#### オムニバス
- 「東京ロッカーズ」（1979年）

### S-KEN&HOT BOMBOMS

#### シングル
- 「感電キング / バラ色」（1985年）

#### アルバム
- 「パー・プー・ビー」（1987年）
- 「千の眼」（1988年）
- 「SEVEN ENEMIES」（1990年）
- 「P.O.BOX 496」（2022年）

#### オムニバス
- 「東京的」（1989年） ※窪田晴男プロデュース

### S-KEN&PE'Z
- 「HABANA 2 TOKYO」（2007年） ※iTunes Store配信限定
収録曲 「オールドディック / わが船ハバナを発つ時」

## プロデュース作品（発売日順）
| No. | タイトル名                              | アーティスト | 発売日   | レーベル                               |
| --- | --------------------------------------- | --- | -------- | -------------------------------------- |
| 1   | V.A /東京ラテン宣言                     | 東京リズムキングス、内田春菊＆アベックス、タンチョークラブ、スゥート・パンプキン&チャ・チャ・クルー、ソンナ・バナナ、グルーポ・チェベレ、ラブ・ア・アミーゴス、メレンゲ・デル・アミーノ、トキオソン | 91.12.05 | アポロン                               |
| 2   | jajanbo                                 | 浜村美智子 | 92.06.21 | アポロン                               |
| 3   | ブガルー・フィーヴァー                  | 東京リズムキングス | 92.06.21 | アポロン                               |
| 4   | V.A /ニポニーズ・ラガマフィン・ミックス | MC・クリスチャン、リトル・ブギーマン、コトネ、スゥート・パンプキン&チャ・チャ・クルー、シンガー・ヒデシ、キング・サト・ビー、シンノスケ、マンゴ・バカン、アポマン、カーティス・フライ               | 92.07.05 | アポロン                               |
| 5   | V.A /ニポニーズ・ダブミックス           | | 92.07.21 | アポロン                               |
| 6   | V.A / Jazz Hip Jap                      | EL-MALO、Monday満ちる&ジャズクラッシュ、DJタケムラ、ズートゴラゴン、DJマツオカ、WINKING GOOGAWS、MEN AGINST COOL、OHA、ジェリーデス＆ザコーチ                                                       | 92.11.21 | NECアベニュー                          |
| 7   | THE QUEST IS A REWORD                   | NOBUKAZU TAKEMURA | 93.04.21 | NECアベニュー                          |
| 8   | DAGGER TO FOOL                          | EL-MALO | 93.04.21 | NECアベニュー                          |
| 9   | NAKID WITH YOU                          | Monday満ちる | 93.04.21 | NECアベニュー                          |
| 10  | V.A / Jazz Hip Jap 2                    | ジャングル・オアシスインク、スキップ・シャック、Monday満ちる、DJ KRUSH、EL-MALO、ジェフブラウン&33 1/3インク、モンキードロップ、竹村延和 featuring Spiritual Vibes、ソウルレベル、マジックウエア    | 93.05.21 | NECアベニュー                          |
| 11  | V.A / Jazz Com Bossa                    | スキップ・シャック、竹村延和、アモーレ・ヒロスケ&ラブマシーン、ブルーボンゴス、ラウドステップマーケット、グリープス、リズム、アルコイリス、DJマツオカ、タトル&ダイナモ・ラボラトリー                | 93.12.01 | チャンス/日本コロムビア                |
| 12  | V.A / Jazz Powers                       | CUB、ソウルメイト、エスカレーターズ、サイクル、ラフラ&ポール・ジャクソン、J-SQUAD、リトルビッグビー、THE APOLLO’S、LABEIJA、ホットジュース                                                          | 93.12.21 | チャンス/日本コロムビア                |
| 13  | KRUSH                                   | DJ KRUSH | 94.01.02 | チャンス/日本コロムビア(label produce) |
| 14  | Shake Your Ass                          | VACUUM PRODUCTION | 94.02.21 | NEC AV.(rebel produce)                 |
| 15  | ホレホレハレハレ                        | 河内家菊水丸 | 94.03.21 | チャンス/日本コロムビア                |
| 16  | ANMONITE                                | エスカレーターズ | 94.04.21 | チャンス/日本コロムビア                |
| 17  | 一発逆転                                | アモーレ・ヒロスケ＆ラブマシーン | 94.06.21 | チャンス/日本コロムビア                |
| 18  | V.A / LADIES IN MOTION                  | 浅田香織(現BONNIE PINK)、エスカレーターズ、パウダー、コーリー、夏恋（かれん）、シーナ・バブル、リズマニング、マスタード                                                                             | 94.09.21 | NECアベニュー                          |
| 19  | 大日本昆虫記                            | タトル&ダイナモ・ラボラトリー | 95.09.21 | PURESAND                               |
| 20  | V.A / Soup Up                           | SUPER BUTTER DOG、magoo swim、Flim-Flam、パレード、ソウルレベル、リトルビッグビー | 96.04.21 | 東芝EMI                                |
| 21  | 犬にくわえさせろ                        | SUPER BUTTER DOG | 96.10.10 | タイフーン                             |
| 22  | 第三の男                                | パレード | 96.11.25 | マージナルライン/ WEA                  |
| 23  | デイリープラネット                      | SPANOVA | 97.01.25 | マージナルライン/ WEA                  |
| 24  | ブラックマリア(インナーブレイン)        | サウンドトラック | 97.04.18 | マージナルライン/ WEA                  |
| 25  | ヌード                                  | Flim-Flam | 97.04.25 | マージナルライン/ WEA                  |
| 26  | VA / Soup Up2                           | ラブライフ、フリーボ、クラムボン、smorgas、ONEDAY AIRPLANE | 97.05.10 | 東芝EMI                                |
| 27  | フリーウエイ                            | SUPER BUTTER DOG | 97.05.25 | 東芝EMI                                |
| 28  | すべての武器を楽器に                    | 喜納昌吉&チャンプルーズ | 97.10.05 | 日本コロムビア※収録2曲プロデュース     |
| 29  | 窓の外は風おどる                        | SUPER BUTTER DOG | 97.10.21 | 東芝EMI                                |
| 30  | マスタード                              | Flim-Flam | 98.01.25 | WEA                                    |
| 31  | クジラムボン                            | クラムボン | 98.02.25 | マージナルライン/WEA                   |
| 32  | デイリープラネット                      | SPANOVA | 98.06.21 | マージナルライン/WEA                   |
| 33  | V.A /ベスト オブ マージナルライン       | クラムボン、SPANOVA、パレード、Flim-Flam | 98.08.21 | マージナルライン/WEA                   |
| 34  | V.A /ストレートフラッシュ               | DATESPEAKER、アカカゲ、カメラマンズ、イヌパラダイス、MONG HANG、TKO | 98.10.21 | LOW BLOW/日本クラウン                  |
| 35  | ゲット・ア・ストライク                  | カメラマンズ | 98.11.21 | LOW BLOW/日本クラウン                  |
| 36  | Would you like AKAKAGE?                 | アカカゲ | 99.01.21 | LOW BLOW/日本クラウン                  |
| 37  | ファミリー                              | MONG HANG | 99.02.21 | LOW BLOW/日本クラウン                  |
| 38  | VA / Soup Up3                           | DONNY FU、コーヒーカラー、SUNSUNS、イモーンズ、ガオウ | 99.05.10 | 東芝EMI                                |
| 39  | オートマチック・サウンド・システム      | DATESPEAKER | 99.04.21 | LOWBLOW/日本クラウン                   |
| 40  | テレサ・テントリビュート・リミックス    | テレサ・テン | 99.06.30 | 日本コロムビア                         |
| 41  | デビルスーツ                            | カメラマンズ | 99.07.25 | LOW BLOW/日本クラウン                  |
| 42  | V.A/ロイヤル・ストレート・フラッシュ    | DATESPEAKER、アカカゲ、Flim-Flam、KING、カメラマンズ、WIRE、バスタヘッド、MONG HANG | 99.08.21 | LOW BLOW/日本クラウン                  |
| 43  | MORE?MORE?MORE?                         | アカカゲ | 99.10.21 | LOW BLOW/日本クラウン                  |
| 44  | MOOR                                    | DONNY FU | 99.11.05 | apart RECORDS                          |
| 45  | VA JAZZ HIP JAP MASTER CUTS             | | 99.11.21 | LOW BLOW/日本クラウン                  |
| 46  | 笑ウ仮面                                | カメラマンズ | 99.12.16 | LOW BLOW/日本クラウン                  |
| 47  | ヒズム＆ブルース                        | カメラマンズ | 00.01.21 | LOW BLOW/日本クラウン                  |
| 48  | ウオーターメロン・シュガー              | Flim-Flam | 00.01.21 | LOW BLOW/日本クラウン                  |
| 49  | すてきな瞬間                            | コーヒーカラー | 00.03.13 | apart RECORDS                          |
| 50  | 黄昏メロウ                              | コーヒーカラー | 00.10.11 | apart RECORDS                          |
| 51  | pe’z                                    | PE'Z | 01.02.21 | apart RECORDS                          |
| 52  | 速人-HAYATO                             | PE'Z | 01.06.20 | apart RECORDS                          |
| 53  | NO HIT NO RUN                           | DONNY FU | 01.06.20 | apart RECORDS                          |
| 54  | HIMARAYA                                | ROCO | 01.09.26 | apart RECORDS                          |
| 55  | TRANSFER                                | nitt | 01.09.26 | apart RECORDS                          |
| 56  | OKOKOROIRE                              | PE'Z | 01.10.24 | apart RECORDS                          |
| 57  | HIMARAYA                                | ROCO | 01.09.26 | apart RECORDS                          |
| 58  | AKATSUKI                                | PE'Z | 02.04.11 | Virgin TOKYO/東芝EMI                   |
| 59  | AVECMOI ESPRESSO                        | Sabado Fiesta | 02.06.05 | apart RECORDS                          |
| 60  | Hale no sola sita〜LA YELLOW SAMBA      | PE'Z | 02.07.17 | Virgin TOKYO/東芝EMI                   |
| 61  | 九月の空 -KUGATSU NO SOLA-              | PE'Z | 02.09.11 | Virgin TOKYO/東芝EMI                   |
| 62  | Traffic                                 | nitt | 02.11.20 | apart RECORDS                          |
| 63  | Feliz Navidad                           | Sabado Fiesta | 02.12.01 | apart RECORDS                          |
| 64  | おどらにゃそんそん                      | PE'Z | 03.01.29 | Virgin TOKYO/東芝EMI                   |
| 65  | nonchalant                              | ROCO | 03.05.08 | apart RECORDS                          |
| 66  | 花咲クDON BLA GO                        | PE'Z | 03.05.28 | Virgin TOKYO/東芝EMI                   |
| 67  | 雨のおもちゃ箱                          | Sabado Fiesta | 03.07.02 | apart RECORDS                          |
| 68  | DRY!DRY!DRY!                            | PE'Z | 03.08.06 | Virgin TOKYO/東芝EMI                   |
| 69  | 大地讃頌                                | PE'Z | 03.11.19 | Virgin TOKYO/東芝EMI                   |
| 70  | Christ‘mas’o‘menos’                     | Sabado Fiesta | 03.11.26 | apart RECORDS                          |
| 71  | 極月-KIWAMARI ZUKI-                     | PE'Z | 03.12.10 | Virgin TOKYO/東芝EMI                   |
| 72  | 朝の風夜の風                            | Nitt | 04.02.11 | apart RECORDS                          |
| 73  | スズ虫                                  | PE'Z | 04.08.04 | Virgin TOKYO/東芝EMI                   |
| 74  | ワンマンショー※DVD                      | コーヒーカラー | 04.08.11 | apart RECORDS                          |
| 75  | AUCTION                                 | PE'Z | 04.09.21 | apart RECORDS                          |
| 76  | 人生に乾杯を!                           | コーヒーカラー | 04.10.21 | 日本クラウン                           |
| 77  | Good-Bye Everyday                       | コーヒーカラー | 05.02.09 | 日本クラウン                           |
| 78  | つくしんぼ                              | PE'Z | 05.03.08 | ロードランナー・ジャパン               |
| 79  | Good-Bye EverydayMAXI＋DVD              | コーヒーカラー | 05.04.27 | 日本クラウン                           |
| 80  | 旅縁                                    | コーヒーカラー | 05.09.21 | 日本クラウン                           |
| 81  | 千歳鳥-CHITOSEDORI                      | PE'Z | 06.07.19 | ロードランナー・ジャパン               |
| 82  | 日本のジャズ-SAMURAI SPIRIT             | PE'Z | 06.07.19 | ロードランナー・ジャパン               |
| 83  | URI NAKAYAMA                            | 中山うり | 06.09.06 | WorldApart (iTunes Store)              |
| 84  | LiveSession【iTunes Exclusive】         | 中山うり | 06.12.06 | WorldApart (iTunes Store)              |
| 85  | Loop Spiral                             | 航 | 06.12.08 | apart RECORDS                          |
| 86  | DoReMiFa                                | 中山うり | 07.05.23 | Sony Music Japan International         |
| 87  | PRIMABERA                               | iLala | 07.09.19 | WorldApart (iTunes Store)              |
| 88  | エトランゼ                              | 中山うり | 07.11.21 | Sony Music Japan International         |
| 89  | 夏祭り鮮やかに                          | 中山うり | 08.04.02 | Sony Music Japan International         |
| 90  | 夕焼け空に摩天楼                        | 中山うり | 08.10.08 | Sony Music Japan International         |
| 91  | ケセラ Que Sera                         | 中山うり | 08.11.05 | Sony Music Japan International         |
| 92  | ツール・ド・ケセラLIVE DVD              | 中山うり | 09.6.24  | Sony Music Japan International         |
| 93  | ワンダフル                              | 中山うり | 09.09.02 | Sony Music Japan International         |
| 94  | セブンカラーズ 7colors                  | 中山うり | 10.01.27 | Sony Music Japan International         |
| 95  | V.A /にほんのうた                       | 中山うり | 10.01.27 | commmons                               |
| 96  | そして月と踊る                          | 中山うり | 10.09.15 | iTunes Store配信のみ                   |
| 97  | 回転木馬に僕と猫                        | 中山うり | 10.12.08 | iTunes Store配信のみ                   |
| 98  | VIVA                                    | 中山うり | 11.02.16 | apart.RECORD                           |
| 99  | ドッグラン〜俺たちは犬である            | コーヒーカラー | 11.11.07 | YouTubeのみ                            |
| 100 | ELEKITEL                                | Kent Kakitsubata | 12.08.08 | apart.RECORD                           |
| 101 | くじらのせなか                          | コーヒーカラー | 13.06.05 | apart.RECORD                           |
| 102 | ピニャコラーダ                          | 久和田佳代 | 13.11.06 | apart.RECORD                           |
| 103 | 買い物ブギ                              | 久和田佳代 | 14.04.23 | Big Chameleon Records                  |
| 104 | FeIiz Navidad                           | 久和田佳代 | 14.11.05 | iTunes Storeのみ                       |
| 105 | ママよ助けて                            | 久和田佳代 | 14.12.17 | iTunes Storeのみ                       |
| 106 | マルガリータ                            | 久和田佳代 | 16.03.9  | apart.RECORD                           |
| 107 | TIGER ROLL                              | BimBamBoom | 16.06.22 | apart.RECORD                           |

## 書籍
- 「PINHEAD」（1983年、CBSソニー出版） - 編著
- 「異人都市TOKYO」（1988年、シンコーミュージック・エンタテイメント）
- 「ジャバ」（2008年、ソニー・マガジンズ）
- 「S-KEN回想録 都市から都市、そしてまたアクロバット: 1971-1991」（2018年、河出書房新社）

## メディア出演
映画
- SPh（1983年、MODERN SOUL FILM、監督：手塚真） - 用心棒 役